# Maci
Maci (čínsky v českém přepisu Ma-čchi, pchin-jinem Mǎqí, znaky zjednodušené 马齐, tradiční 馬齊; 1652–1739) byl mandžuský politik, dlouholetý ministr a velký sekretář v říši Čching.

## Život
Maci byl druhým synem mandžuského státníka Mišana, narodil se roku 1652, pocházel z klanu Fuca, byl členem žluté korouhve s lemem.
Od roku 1669 pracoval v nižší funkci na ministerstvu prací, roku 1675 byl přeložen na ministerstvo daní. Mezitím se roku 1672 stal kapitánem nové roty v jeho korouhvi. Začátkem 70. let patřil k hodnostářům prosazujícím tvrdý postup vůči třem vazalům ovládajícím jih Číny.
Roku 1682 povýšil na ředitele odboru na ministerstvu prací a byl pověřen dohledem nad cly ve Wu-chu v provincii An-chuej. Po dvou letech byl přeložen na úřednické místo ve velkém sekretariátu. Roku 1685 opět dostal úřad v provincii, tentokrát se stal provinčním (finančním) správcem (pu-čeng-š’) v provincii Šan-si, kvůli čemuž velení korouhevní rotě předal mladšímu bratru, a následující rok povýšil na guvernéra téže provincie. Za úspěšnou práci v Šan-si získal nemalé uznání.
Roku 1688 ho císař Kchang-si pověřil šetřením korupční aféry v provincii Chu-pej, téhož roku jmenoval vedoucím kontrolního úřadu a zařadil do delegace vyslané k mírovým rozhovorům s Rusy v Selenginsku, poselstvo se však kvůli válce v Mongolsku vrátilo z půli cesty.
Od roku 1690 zasedal v radě princů a vysokých úředníků, začátkem roku 1691 byl jmenován ministrem vojenství. Ve funkci se věnoval zejména přípravám války s Džúngarským chanátem. Roku 1692 přešel na ministerstvo daní. V letech 1696/7 císař osobně vytáhl do pole proti Džúngarům, Maci organizoval zásobování armády a v nepřítomnosti císaře pomáhal korunnímu princi Jin-žengovi řídit vládu.
Roku 1699 ho císař jmenoval velkým sekretářem. Funkci vykonával několik let, než se roku 1708 zapletl do debat o následníku trůnu. Patřil v nich mezi úředníky doporučující odvolání Jin-ženga a jmenování nového korunního prince, v důsledku sporů se však rozešel s císařem, což mu vyneslo odsouzení k smrti. Sice byl záhy omilostněn, nicméně přišel o úřední funkce. Do vysokých funkcí se vracel postupně, roku 1710 byl pověřen dohledem nad ruskými obchodníky v Pekingu (pro svou znalost ruských záležitostí, kterým se věnoval od 80. let). Po dvou letech (roku 1712) povýšil na úřadujícího ministra císařské domácnosti, a roku 1716 se podruhé stal velkým sekretářem. Za své zásluhy obdržel titul hraběte 1. stupně.
Roku 1735 rezignoval kvůli vysokému věku, o čtyři roky později zemřel.